# Theodore E. Chandler
Pour les articles homonymes, voir Chandler.
Theodore Edson Chandler (26 décembre 1894 - 7 janvier 1945) est un contre-amiral de la marine américaine pendant la Seconde Guerre mondiale. Il a commandé des divisions de cuirassés et de croiseurs dans les flottes de l'Atlantique et du Pacifique. Il a été gravement blessé lors d'une attaque kamikaze contre son navire-amiral Louisville le 6 janvier 1945 dans le golfe de Lingayen, dans les îles des Philippines. Il est décédé le lendemain des suites de ses blessures.

## Jeunesse
Theodore Edson Chandler est né à Annapolis (Maryland) en 1894, le lendemain du jour de Noël. Il est le fils du contre-amiral Lloyd Horwitz Chandler et de Agatha Edson Chandler, et le petit-fils de William E. Chandler (1835-1917), secrétaire à la Marine des États-Unis sous l'administration de Chester A. Arthur et de Lucy Lambert Hale (en) (1841-1915), ancienne sénatrice américaine du New Hampshire.
Il a fréquenté l'école préparatoire de la Manlius School for Boys et la Swavely's Army and Navy Preparatory School avant d'être nommé à l'académie navale d'Annapolis pour le deuxième district du New Hampshire en 1911. Il obtient son diplôme et est promu enseigne le 4 juin 1915. Il commence à faire ses preuves sur le cuirassé Florida, sert brièvement à bord du cuirassé New Hampshire puis commence une formation sur le maniement des torpilles à bord du Montana à la fin du mois d'avril 1917. Le 2 août, il termine cette formation et rejoint quatre jours plus tard l'effectif de pré-commission du destroyer Conner, alors en phase d'aménagement au Philadelphia Navy Yard.

## Première Guerre mondiale et entre-deux-guerres
En mai 1918, le lieutenant junior grade Chandler s'embarque pour Brest, en France, à bord de son destroyer ; ce sera son port d'attache au cours des six derniers mois de la Première Guerre mondiale. Après l'armistice, il sert dans les eaux européennes pendant une brève période en tant que commandant temporaire du Conner.
Chandler rentre chez lui en avril et, le mois suivant, rejoint le chantier naval de la William Cramp & Sons Shipbuilding Co. afin de parrainer le destroyer Chandler, nommé en l'honneur de son regretté grand-père, ancien secrétaire de la marine William E. Chandler. Après sa mise en service en septembre, il sert sur ce navire jusqu'en décembre 1920, date à laquelle il est détaché pour retourner aux États-Unis.
Le 2 janvier 1921, il rentre à la Naval Postgraduate School d’Annapolis et entame une formation de 29 mois sur les munitions. Le 1er juin 1923, il termine son entraînement et, après un bref congé, se présente à Newport News (Virginie) le 4 juillet, pendant la phase d'aménagement du cuirassé West Virginia. Le cuirassé entre en service le 1er décembre et Chandler sert à bord jusqu'au 16 janvier 1925, date à laquelle il est muté sur le cuirassé Colorado.
En juin 1926, le lieutenant commander récemment promu suit une formation de deux ans au dépôt de mines navales de Yorktown, en Virginie. S'ensuit une période de service de neuf mois en tant qu'officier de tir à bord du croiseur léger Trenton. Il est ensuite muté à bord du navire auxiliaire General Alava le 24 avril 1929, mais n'est détaché que deux jours pour prendre le commandement du destroyer Pope. En octobre 1930, il entame une nouvelle série d'affectations à terre. Chandler travaille dans le Bureau of Ordnance, une organisation de l'US Navy responsable de la fourniture, du stockage et du déploiement de l'armement naval, puis au Army Industrial College, une institution militaire financée par le département de la Défense des États-Unis, finissant par une brève affectation au bureau du chef des opérations de la marine.
Le 30 mai 1932, Chandler reprend son service en mer en qualité d'officier d'artillerie au sein de l'état-major de l'US Battle Fleet. Le 2 février 1934, il prend le commandement du destroyer Buchanan. Entre août 1935 et juin 1938, il travaille à trois reprises en tant qu'attaché militaire adjoint : d'abord à Paris, puis à Madrid et enfin à Lisbonne.
En juin 1938, il rejoint Camden, dans le New Jersey, pour assister les travaux d'aménagement du croiseur léger Nashville ; occupant le poste de commandant en second jusqu'en juillet 1940. Chandler retourne ensuite à Washington DC pour une mission de 15 mois au bureau du chef des opérations de la marine. Vers la fin de son service, il est promu capitaine le 18 juillet 1941.

## Seconde Guerre mondiale

### Campagne de l'Atlantique
Le 15 octobre, Chandler limoge le capitaine P. P. Powell de son commandement du croiseur léger Omaha. Trois semaines plus tard, il prend le commandement du bâtiment.
Le matin du 6 novembre 1941, l'Omaha et le destroyer Somers localisent un navire suspect portant le nom Willmoto et opérant prétendument à Philadelphie. Il s'agissait en fait du forceur de blocus allemand Odenwald qui faisait route vers l’Allemagne avec 3 857 tonnes de caoutchouc brut dans ses soutes. Sabordé par son équipage, le capitaine Chandler envoie une équipe à bord qui parvient à contrôler les inondations et éviter ainsi un naufrage. Ce fut la dernière fois que des marins américains reçurent des parts de prise.
Pendant la majeure partie des 18 prochains mois, l'Omaha opère dans les eaux de l'Atlantique Sud à la recherche de forceur de blocus et de sous-marins allemands. Cette période de service prend fin en avril 1943, lorsque Chandler fut choisi pour commander les forces navales américaines dans la région d'Aruba-Curaçao. Le 3 mai 1944, il est promu contre-amiral. En juillet 1944, le contre-amiral Chandler prend le commandement de la 2e division de croiseurs de la flotte de l’Atlantique. À ce titre, il participe à l'opération Dragoon, l'invasion du sud de la France à la mi-août, et a commandé la force « Sitka-Romeo » qui capture les îles d’Hyères, au large des côtes de la Provence.

### Campagne du Pacifique
Peu de temps après, il se voit confier le commandement de la 2e division de cuirassés de la flotte du Pacifique.
Il reprend le service le 2 octobre à temps pour commander ses navires, faisant partie du groupe de bombardement du contre-amiral Jesse B. Oldendorf. Lors de l'invasion de Leyte, il fait face à la force C et à la 2e force de frappe des vice-amiraux Shoji Nishimura et Kiyohide Shima, au cours duquel il aide à repousser le groupe d'attaque japonais dans le détroit de Surigao.
Le 8 décembre 1944, le contre-amiral Chandler prend le commandement de la 4e division de croiseurs, son nouveau navire amiral étant l'USS Louisville. Lors d'un transit entre Leyte et Lingayen pour l'invasion de Luçon, les croiseurs de Chandler subissent d'intenses attaques aériennes japonaises, principalement kamikazes.

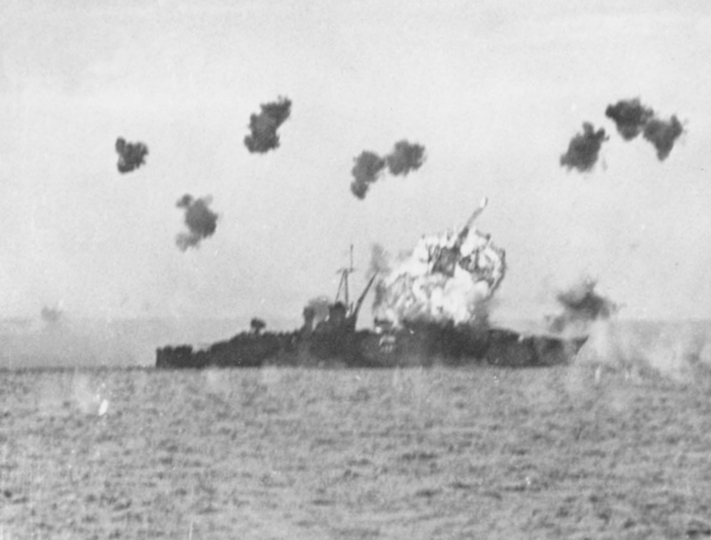
L'USS Louisville attaqué par un kamikaze le 6 janvier 1945.

Tard dans l'après-midi du 5 janvier 1945, la force opérationnelle est attaquée par seize kamikazes à environ 200 km de la baie de Manille. L'un d'entre eux percute l'USS Louisville, mettant hors service son canon numéro 2 de 8 pouces/55 calibres. Le lendemain à 17 h 30, un autre kamikaze plonge du côté tribord, sur le pont de signalisation là où des explosifs étaient stockés en nombre. Bien que gravement brûlé, Chandler aide à déployer des tuyaux d'incendie aux côtés de ses hommes engagés afin d’arrêter le brasier. Bénéficiant des premiers secours, ses poumons sont gravement brûlés et il est déclaré inguérissable. Il meurt le lendemain 7 janvier 1945 malgré les efforts du service médical. 
L'amiral Chandler figure sur la liste des disparus du cimetière national des Philippines à Manille.

## Hommages
Deux navires de la marine américaine ont été baptisés en son honneur : le destroyer Theodore E. Chandler (DD-717) lancé en octobre 1945 et démoli en décembre 1975, et le destroyer lance-missiles Chandler (DDG-996) lancé en juin 1980 et vendu à Taïwan en mai 2003.